# Felipa de Coucy
Felipa de Coucy (antes del 18 de abril de 1367 – octubre de 1411) era prima hermana del rey Ricardo II de Inglaterra y la esposa de su favorito, Robert de Vere, 9.º conde de Oxford, marqués de Dublín y duque de Irlanda. Felipa fue nombrada dama de la Orden de la Jarretera en 1378.

## Primeros años y matrimonio
Felipa nació en el palacio de Eltham poco antes del 18 de abril de 1367. Era la menor de las dos hijas de Enguerrand VII de Coucy y de su primera esposa, Isabel de Inglaterra, la hija mayor del rey Eduardo III de Inglaterra. Fue llamada Felipa en honor a su abuela materna, la reina Felipa de Henao. En 1371, a la edad de cuatro años, fue comprometida con Robert de Vere, que era cinco años mayor que ella y ya ostentaba el título de conde de Oxford. La boda se celebró el 5 de octubre de 1376; no tuvieron hijos. Como su madre, Isabel, Felipa fue nombrada dama de la Orden de la Jarretera. Su marido rápidamente se convirtió en el favorito del joven rey Ricardo II, y se sospechaba que ambos mantenían una relación homosexual.

## Repudio y divorcio
En 1387 Robert de Vere repudió a Felipa y el Papa Urbano VI le concedió el divorcio. De Vere había comenzado un amorío con Inés de Launcekrona una dama de compañía de la primera esposa de Ricardo II, la reina Ana de Luxemburgo, y luego se casó con Inés. Esto devino en un escándalo en todo el reino; los tíos de Felipa, Juan de Gante, Thomas de Woodstock, duque de Gloucester, y Edmundo de Langley, duque de York, estaban muy enfadados con esta noticia. La madre de Robert de Vere, Maud de Ufford, apoyó a Felipa y la invitó a vivir a su casa, diciendo que consideraba a Felipa "más querida que si de su propia hija se tratase".
Felipa continuó siendo tratada como condesa de Oxford y duquesa de Irlanda. Poco después, en 1388, de Vere cayó en desgracia y fue enviado al exilio en Lovaina, en el ducado de Brabante. El 17 de octubre de 1389 el Papa declaró inválido el divorcio. De Vere murió atacado por un jabalí durante una partida de caza en 1392. Felipa se convirtió en dama de compañía de la segunda esposa de su primo Ricardo II, Isabel de Francia, a quien acompañó a Francia tras la muerte del rey en 1400. Felipa falleció en octubre de 1411, con unos 44 años de edad.

## Otras lecturas
- Mary Anne Everett Green, Vidas de las Princesas de Inglaterra (1855)

- Datos: Q7184743
- Multimedia: Philippa of Coucy / Q7184743

}}